# Grammosciadium schischkinii
Grammosciadium schischkinii là một loài thực vật có hoa trong họ Hoa tán. Loài này được (V.M.Vinogr. & Tamamsch.) V.M.Vinogr. mô tả khoa học đầu tiên năm 1995.